# Rheinmünster
Rheinmünster ist eine Gemeinde in Baden-Württemberg, die zum Landkreis Rastatt gehört.

## Geografie

### Geografische Lage
Rheinmünster liegt im Oberrheingraben zwischen Baden-Baden, Bühl und dem Rhein. Die einzelnen Teil-Gemeinden sind nicht zusammengewachsen und bilden kein einheitliches Siedlungsgebiet.

### Nachbargemeinden
Die Gemarkung der Gesamtgemeinde grenzt im Norden an die Gemeinden Hügelsheim und Sinzheim, im Osten an Bühl und im Süden an Lichtenau (Baden). Im Westen wird die Gemarkung durch den Rhein begrenzt, der zugleich die Landes- und Bundesgrenze zu Frankreich ist. Die elsässische Nachbargemeinde ist Drusenheim.

### Gemeindegliederung
Die Gemeinde Rheinmünster besteht aus den ehemaligen Gemeinden Greffern, Schwarzach, Söllingen und Stollhofen. Zur ehemaligen Gemeinde Greffern gehört das Dorf Greffern. Zur ehemaligen Gemeinde Schwarzach gehören die Dörfer Schwarzach und Hildmannsfeld und das Gehöft Hubershof. Zur ehemaligen Gemeinde Söllingen gehören das Dorf Söllingen und das Haus Rheinbauhütte. Zur ehemaligen Gemeinde Stollhofen gehören das Dorf Stollhofen, das Gehöft Heckenmühle und die Häuser Jägerhof.
Im Gebiet der ehemaligen Gemeinde Greffern liegen die Wüstungen Oberowe und Oedenhof, im Gebiet der ehemaligen Gemeinde Schwarzach die Wüstungen Feldern und Langhurst und im Gebiet der ehemaligen Gemeinde Stollhofen die Wüstung Hartung.

## Geschichte
Die Gemeinde entstand am 1. Oktober 1974 durch den Zusammenschluss der ehemals selbständigen Gemeinden Schwarzach, Greffern und Stollhofen (alle bis Ende 1972 im Landkreis Bühl) sowie Söllingen (auch vor 1973 im Landkreis Rastatt).
Der Gemeindename stammt von dem in Söllingen aufgewachsenen Pfarrer Karlheinz Willmann und wurde in einem Wettbewerb ermittelt. Er spiegelt zwei der wichtigsten historischen Einflüsse wider: Die Schwarzacher Abtei der Benediktiner, im Jahre 1803 säkularisiert, und den Rhein, der die Gemarkung nach Westen begrenzt.

## Religionen
Die Gemeinde ist römisch-katholisch geprägt. So gibt es auch heute noch vier katholische Kirchen im Ort, und 4223 (Stand: 30. Juni 2012) Einwohner, d. h. 64 Prozent, sind Mitglied der katholischen Kirche. Weiterhin gibt es 1005 evangelische Gläubige (15 %), die von Lichtenau aus geistlich versorgt werden. Zehn Einwohner gehören anderen Glaubensgemeinschaften an, während 1407 Einwohner (21 %) keine Angaben zu ihrer Religion gemacht haben.

## Politik

### Ortschaften
Bis 1998 war der gemeinsame Gemeinderat noch paritätisch nach Ortschaften besetzt. Auf Ortschaftsebene gab es bis 2019 je einen Ortschaftsrat und Ortsvorsteher. Seit 2010 gab es schon Diskussionen, zur Kostenersparnis die Ortschaftsräte abzuschaffen. Im Juli 2018 wurde schließlich beschlossen, dass Schwarzach ab der 2019 beginnenden Wahlperiode keinen Ortschaftsrat und Ortsvorsteher mehr haben wird.

### Gemeinderat
Der Gemeinderat hat 18 ehrenamtliche Mitglieder, die für fünf Jahre gewählt werden. Hinzu kommt der Bürgermeister als stimmberechtigter Gemeinderatsvorsitzender.
Die Kommunalwahl 2024 führte zu folgendem Ergebnis (in Klammern: Unterschied zu 2019):
| Gemeinderat 2024               | Gemeinderat 2024 | Gemeinderat 2024 | Gemeinderat 2024 | Gemeinderat 2024 |
| Partei / Liste                 | Stimmenanteil    | Sitze            |                  |                  |
| ------------------------------ | ---------------- | ---------------- | ---------------- | ---------------- |
| CDU                            | 45,5 % (+7,5)    | 8 (+1)           |                  |                  |
| Bürger für Rheinmünster (BfR)  | 39,2 % (+10,8)   | 7 (+2)           |                  |                  |
| SPD                            | 15,3 % (+0,7)    | 3 (±0)           |                  |                  |
| Grüne                          | n. a. (−19,0)    | 3 (−3)           |                  |                  |
| Wahlbeteiligung: 62,2 % (+3,5) |                  |                  |                  |                  |

### Bürgermeister
Bürgermeister ist seit dem 1. Februar 2023 Thomas Lachnicht (CDU). Er wurde bei der Bürgermeisterwahl am 6. November 2022 mit 72,1 Prozent der Stimmen gewählt. Er folgte dem parteilosen Helmut Pautler nach, der von 1999 bis 2023 amtierte und bei der Bürgermeisterwahl 2022 nicht mehr kandidierte.

### Wappen
Das Wappen von Rheinmünster zeigt einen Schlüssel und ein Schwert, die jeweils diagonal stehen und sich in der Mitte kreuzen. Oberhalb und unterhalb dieses Kreuzes befindet sich jeweils eine goldene Rose. Der Hintergrund ist blau. Die Elemente des heutigen Wappens stammen von den Wappen der ursprünglichen Gemeinden, aus denen Rheinmünster durch den Zusammenschluss 1974 gebildet wurde. Das Wappen von Greffern enthielt die beiden Rosen, Stollhofen den Schlüssel, Söllingen das Schwert und Schwarzach sowohl einen Schlüssel als auch ein Schwert in gekreuzter Form.

### Gemeindepartnerschaften
Die Gemeinde Stollhofen hatte bereits 1956 eine Partnerschaft mit der französischen Gemeinde Castelmayran. Über Kontakte der damaligen Partnerschaft entstand 1993 eine Partnerschaft mit dem Partnerschaftsverband Sère et Garonne in Südfrankreich.
Der „Place de Saint Nicolas de la Grave“ in Schwarzach und der „Place de Castelmayran“ in Stollhofen sollen an den europäischen Gedanken und die Freundschaft mit Frankreich erinnern.

## Kultur und Sehenswürdigkeiten
- Romanisches Münster Schwarzach

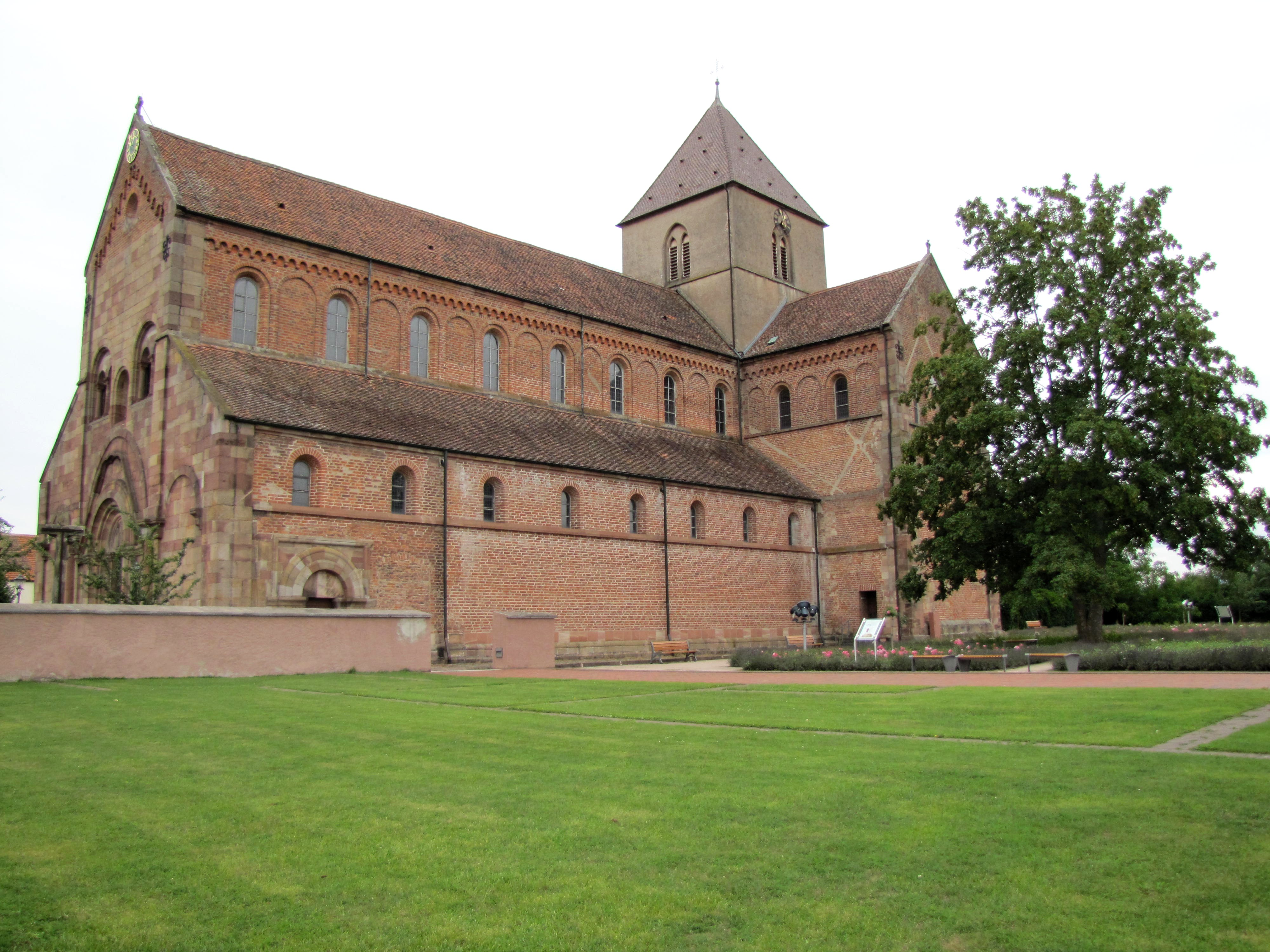
Münster Schwarzach

- Mittelalterliches Beinhaus von 1522
- Historischer Ortsrundgang in Schwarzach (Faltblatt im Rathaus erhältlich)
- Baden-Airpark (Flughafen, Flugmuseum, Denkmal)
- Altrhein
- Römischer Altarstein (Greffern)

### Freizeitangebote
Das Freizeitcenter Oberrhein (FCO) ist ein „Camping-, Ferien- und Erholungspark“ und liegt zwischen dem Rhein und Stollhofen. Das FCO bietet neben Campingplätzen und Ferienhäusern, die um zwei Badeseen herum angelegt sind, auch zwei Restaurants, einen SB-Markt und eine Campingkirche für die Besucher.
Im Bereich der Gemarkung Schwarzach befindet sich die Kamel- und Straußenfarm. Ein kleiner Tierpark, in dem Esel, Kamele, Wallabys, Wollschweine, Hängebauchschweine, Pferde, Alpakas, Lamas, Stachelschweine, Erdmännchen, Ziegen und Strauße gehalten werden. Neben einem Streichelzoo befindet sich auf dem Gelände auch ein kleiner Hofladen.

### Sport
Der Baden Hills Golf und Curling Club betreibt einen 18-Loch-Golfplatz im Bereich des Baden-Airparks.
In der Eisarena Baden-Airpark trainiert der ESC Hügelsheim 09 e. V. Gäste können sich Schlittschuhe ausleihen und auf der 1550 m² großen Eisfläche Eislaufen.
Im Freizeitcenter Oberrhein besteht die Möglichkeit, in folgenden Sportarten aktiv zu sein: Tennis, Windsurfen, Kanufahren, Minigolf, Angeln. Surfboards, Kanus und Elektroboote stehen zum Ausleihen zur Verfügung.
Das Hallenbad in Greffern wird für das Schwimmtraining von Schulen auch von Nachbargemeinden genutzt.
Der FV 1920 Stollhofen e. V. ist ein Sportverein aus Stollhofen, bei dem Fußball von Herren, Damen, Jugendlichen und Alten Herren gespielt wird. Im Freizeitsportbereich werden Volleyball, Pilates, Bauch-Beine-Po, Kinderturnen und Frauenturnen angeboten. Der Verein betreibt einen Hartplatz, einen Rasenplatz und ein Vereinsheim in Stollhofen.
Beim 1921 gegründeten TuS 1921 Greffern e. V. trainieren Herren, Alte Herren und Jugendliche Fußball auf zwei Rasenplätzen des Vereins. In Freizeitsportgruppen werden Gymnastik und Yoga angeboten.
Der FCG Schwarzach 1920 e. V. ist ein Fußballverein aus Schwarzach, bei dem Damen, Herren und Junioren trainieren. Der Verein betreibt einen Hartplatz, einen Rasenplatz und das Vereinsheim in Schwarzach.
Ebenfalls 1920 gegründet wurde der FV Rheinlust e. V. in Söllingen. Der Fußballverein trainiert derzeit 2 Herrenmannschaften und einige Jugendmannschaften. Die Vereinsmitglieder trainieren auf zwei Rasenplätzen in Söllingen.
2022 wurde von den Vereinen FC Germania Schwarzach, FV Stollhofen, TuS Greffern, FV Rheinlust Söllingen und SV Ulm (Gemeinde Lichtenau (Baden)) ein Jugendförderverein gegründet. Das Ziel des ist es, für Jugendliche den „bestmöglichen Start ins Fußball- und Vereinsleben zu ebnen und ihnen eine Perspektive während und nach ihrer Jugendzeit zu bieten“.
Der TC Greffern betreibt vier Tennisplätze, fünf Beachtennisplätze, eine Tennis-Ballwand, einen Kinderspielplatz, eine Boule-Anlage und ein Vereinsheim.
Eine jüngere Geschichte hat der TC Söllingen e. V., der im Vergleich zu anderen Vereinen aus Rheinmünster erst 1973 gegründet wurde. Neben 3 Sandplätzen betreibt der Verein 2 Beach-Tennis-Plätze und das Clubhaus.

### Regelmäßige Veranstaltungen
- Neujahrsempfang in Söllingen
- Dorffest in Greffern
- Heckenfest in Schwarzach
- Sportfest in Stollhofen
- Sportfest in Schwarzach
- Kunsthandwerkermarkt in Schwarzach

## Wirtschaft und Infrastruktur
Die Wirtschaft Rheinmünsters wurde lange Zeit durch eine Niederlassung des US-amerikanischen Chemiekonzerns Dow Chemical in Greffern geprägt. Das Werk in Greffern wurde 1965 aufgebaut und stellte den ältesten Produktionsstandort des Dow-Konzerns in Deutschland dar. Im zweiten Halbjahr 2019 wurden die Produktionsanlagen Dows durch Trinseo übernommen. Trinseo erweiterte durch diese Übernahme seine schon bestehende Produktion am Standort Rheinmünster. Zusammen mit Niederlassungen der Unternehmen Evonik, Olin und Ravago bildet der Trinseo-Standort den „Chemiepark Rheinmünster“. Im Zuge der Veräußerung der Geschäftsanteile von Dow übernahm Trinseo auch den Betrieb des Chemieparks und verantwortete ab der Übernahme standortbezogene Dienstleistungen wie die Instandhaltung, Logistik und Entsorgung.
Historisch waren Schifffahrt, Fischerei und Landwirtschaft von großer Bedeutung.
Die kanadische NATO-Basis CFB Baden-Soellingen (Gemarkungen Hügelsheim, Rheinmünster) stellte bis zum Abzug der Streitkräfte im Jahre 1993 gleichfalls einen wichtigen Faktor dar. Seit 1997 wird dort der Baden-Airpark mit Flughafen und Gewerbegebiet privatwirtschaftlich betrieben.
2006 war Rheinmünster die einzige schuldenfreie Gemeinde im Landkreis Rastatt (Quelle: Statistisches Landesamt Baden-Württemberg).

### Verkehr
Der Flughafen Karlsruhe/Baden-Baden, der zweitgrößte Verkehrsflughafen in Baden-Württemberg, liegt größtenteils auf Rheinmünsteraner Gebiet.
Zum Chemiewerk in Greffern führt eine Eisenbahn-Güterstrecke der SWEG, ehemals Teil der Mittelbadischen Eisenbahnen.
Die Bundesstraße 36 führte durch Rheinmünster, 2016 wurde sie zur Landesstraße 75 herabgestuft.
Über den Rhein hinweg verbindet die Autofähre „Drusus“ Greffern mit Drusenheim.
Durch das Gemeindegebiet verläuft die rechtsrheinische Variante des Rheinradwegs, der von der Quelle des Rheins am Oberalppass im Schweizer Kanton Graubünden bis zur Mündung bei Rotterdam führt. Er verläuft von Helmlingen kommend bis Iffezheim dicht am Rhein entlang. Der Radfernweg ist als Eurovelo-Route 15 (Rheinradweg) und als D-Route 8 (Rhein-Route) ausgewiesen.

### Bildung
Neben einer Realschule und einer Hauptschule mit Werkrealschule bestehen auch drei Grundschulen in der Gemeinde. Zudem bietet Rheinmünster vier Kindergärten an.

## Persönlichkeiten

### Söhne und Töchter der Gemeinde
- Martin Lutz (1833–1913), Unternehmer
- Josef Harbrecht (1884–1966), Politiker (Zentrum, BCSV, CDU)
- Heinz Bosl (1946–1975), deutscher Tänzer
- Ann-Marie MacDonald (* 1958), kanadische Autorin, Journalistin und Schauspielerin
- Douglas Coupland (* 1961), kanadischer Schriftsteller und Bildender Künstler

### Ehrenbürger
- Hans Bohner, Bürgermeister †
- Bernhard Hauer, Pfarrer †
- Hans Bauer, Pfarrer †